# Неогублений голосний переднього ряду низькосереднього підняття
Неогублений голосний переднього ряду низькосереднього піднесення (англ. Open-mid front unrounded vowel) — один з голосних звуків, третій з основних голосних звуків. В українському письмі позначається літерою е.
Інколи називається неогубленим переднім низькосереднім голосним.
- У Міжнародному фонетичному алфавіті позначається як [ɛ].
- У Розширеному фонетичному алфавіті SAM позначається як [E].

## Приклади
- Французька мова: bête [bɛt̪] д·і (тварина).
- Українська мова: цей [tsɛj].